# Flughafen Lloydminster

i7
i11
i13
Der Flughafen Lloydminster ist ein Regionalflughafen in Lloydminster in der kanadischen Provinz Alberta. Das Terminal ist von 7:00 bis 18:30 von Montag bis Freitag geöffnet.

## Service
Der Platz ist als Airport of Entry („AoE/15“ für die Allgemeine Luftfahrt mit bis zu 15 Reisende) klassifiziert und es sind dort Beamte der Canada Border Services Agency (CBSA) verfügbar, womit hier eine Einreise aus dem Ausland nach Kanada möglich ist.

## Zeitzone
UTC-7 (DST-6)

## Start- und Landebahn
Die Bahn 12/30 kann im Winter nicht genutzt werden.

## Am Flughafen
Es kann Flugbenzin 100-LL und Jet A getankt werden.

## Flugverbindungen
Der Flughafen wird von Central Mountain Air (CMA) angeflogen. CMA bietet tägliche Linienflüge nach Calgary an. Charterflüge werden angeboten von Border City Aviation und Caravan Airlines.